# 比良山スキー場
比良山スキー場（ひらさんスキーじょう）は、かつて滋賀県大津市（旧滋賀郡志賀町北比良）にあったスキー場。

## 概要
1961年比良索道によりオープン。比良山系コノヤマ岳（1180m）の斜面に位置し、スキー場に行くには麓より、徒行リフト、ロープウェイと乗り継ぎ、最後に徒歩でゲレンデに向かう必要があった。
1980年代ピーク時には、シーズン10万人以上の利用があった。1983年 - 1985年にかけて、スキー場拡張計画があったが反対運動などにより1985年に事業計画を取り下げた。
ゲレンデまでのアプローチの悪さと2000年以降スキー客激減により、2004年3月31日で廃止となった。

## コース
八雲ゲレンデ
300m（初心者向き）
パノラマコース
1200m（中級者向き）
アルペンBコース
600m（上級者向き）